# Момот малий
Момот малий (Hylomanes momotula) — вид сиворакшоподібних птахів родини момотових (Momotidae).

## Поширення
Вид поширений у Центральній Америці та Колумбії. Живе у тропічних і субтропічних дощових лісах.

## Опис
Тіло завдовжки 16-18 см. Вага 27-33 г у самців і 25-30 г у самиць. Забарвлення переважно захисного зеленого кольору. Від очей до потилиці тягнеться недовга, але широка чорна смуга. Нижче неї проходить біла смуга. Над очима невеликі зелено-блакитні брови. Верхня частина голови і задня частина шиї мають коричневе забарвлення. Черево світліше, ніж спина.